# Adromischus subviridis
Adromischus subviridis és una espècie de planta suculenta del gènere Adromischus, que pertany a la família Crassulaceae.

## Taxonomia
Adromischus subviridis Toelken va ser descrita per Helmut Richard Toelken i publicada a Bothalia 12: 391 1978.